# 玉造バイパス
玉造バイパス（たまつくり－）は、茨城県の行方市内を走る国道355号バイパスである。

## 概要
- 起点　茨城県行方市船子字田宿58番1地先[1]
- 終点　茨城県行方市浜1416番2地先（玉造町浜交差点）[2]
- 全長　9.264km[1]
- 道路幅員  40.5〜11.0m[2]
- 車線数　2車線

## 歴史
終点側の行方郡玉造町（現・行方市）浜からラダー方式による段階的なバイパス整備が進められ、1984年（昭和59年）に、玉造町浜 - 甲地先（高須交差点）の約2.4kmが開通。1988年（昭和63年）に、高須 - 手賀地先の約2.0kmが開通。1991年（平成3年）に残りの手賀 - 船子地先の約5.1kmが開通して、暫定2車線による全線開通となった。玉造バイパスの全線開通を受け、玉造市街地を通る旧道は、1996年（平成8年）に国道355号の指定を外され玉造町（一部は県道鹿田玉造線と県道山田玉造線）へ移管された。

### 年表
- 1984年（昭和59年）10月1日：行方郡玉造町（玉造町諸井交差点） - 同町大字浜（玉造町浜交差点）のバイパス工事（2.365km）の道路区域指定[3][注釈 1]。
- 1984年（昭和59年）11月26日：行方郡玉造町（玉造町諸井交差点） - 同町大字浜（玉造町浜交差点）の玉造バイパスの一部区間（2.365km）が開通[4]。
- 1988年（昭和63年）7月8日：
  - バイパスの道路区域が、行方郡玉造町字堂ノ前甲（玉造町諸井交差点）から同町大字手賀（手賀交差点）まで1.602km追加延長される[5][注釈 2]。
  - 行方郡玉造町大字手賀（手賀交差点） - 行方郡玉造町字川端甲（高須交差点）の区間が開通（暫定2車線）[5]。
- 1991年（平成3年）3月25日：行方郡麻生町大字船子 - 行方郡玉造町大字浜のバイパス全区域（9.264km）が決定する[1]。
- 1991年（平成3年）5月18日：麻生町大字船子（船子交差点） - 行方郡玉造町大字手賀（手賀交差点）の区間（約5.1km）が開通（暫定2車線）[6]。これにより全線が開通。
- 1996年（平成8年）6月24日：玉造バイパスの旧道区間（玉造町藤井 - 浜：8.532km）が国道指定解除される[2]。

## 主な接続道路
- 国道354号（行方市玉造甲、高須交差点）